# Periscyphis albus
Periscyphis albus là một loài chân đều trong họ Eubelidae. Loài này được Erhard & Schmalfuss miêu tả khoa học năm 1997.